# First Love (película de 2019)
First Love (en japonés: 初恋, Hatsukoi?) es una película japonesa de acción dirigida por Takashi Miike en 2019. Cuenta la historia de un boxeador y una prostituta que, sin saberlo, se ven involucrados en una compleja trama relacionada con el tráfico de drogas.

## Argumento
Leo, un joven boxeador sin familia, trabaja en un restaurante chino en Kabukichō, Tokio. Tras desmayarse durante un combate, un médico le diagnostica un tumor cerebral inoperable que lo arrastrará a una muerte prematura. Mientras tanto Mónica, para poder pagar las deudas de su padre, se ve obligada a convertirse en prostituta además de volverse adicta a las drogas. Yasu, un miembro de la yakuza, y su novia Julie la tienen encerrada en un apartamento, que se utiliza como uno de los centros de tráfico de drogas de la yakuza.
En el mismo distrito de Tokio, Kase otro miembro de la yakuza, y Ōtomo un policía corrupto, planean robarles las drogas a Yasu y Julie y culpar a Mónica, con la esperanza de que su adicción a las drogas sea suficiente. Ōtomo solicita los servicios de Mónica como excusa para sacarla del apartamento, pero ella se asusta al tener una alucinación de su padre y se escapa. Mientras lo hace, se cruza en la calle con un deprimido Leo, que intenta digerir su destino. Leo golpea a Ōtomo en la cara y decide socorrer a Mónica, pensando que ya no tiene nada que perder. Este encuentro casual convertirá la noche en un puro caos, mientras son perseguidos por toda la ciudad, y Leo intenta ayudar a Mónica a aceptar su trauma y sus adicciones.

## Reparto
| Actor                         | Personaje     | Papel |
| ----------------------------- | ------------- | --- |
| Masataka Kubota               | Leo Katsuragi | Un boxeador profesional con un talento poco común.                                                                            |
| Nao Ōmori                     | Ōtomo         | Un detective que se adentra en la clandestinidad en un intento de ejercer su propio sentido de la justicia y control del mal. |
| Shōta Sometani                | Kase          | Un yakuza que está en contacto secreto con Ōtomo.                                                                             |
| Sakurako Konishi              | Yuri / Mónica | Una chica que proviene de una familia desafortunada.                                                                          |
| Becky (Rebecca Eri Rabone)    | Julie         | La novia de Yasu. |
| Takahiro Miura                | Yasu          | Miembro de la yakuza, amante de Yuri y ex gánster.                                                                            |
| Mami Fujioka                  | Chiachi       | Un miembro de la mafia china.                                                                                                 |
| Yen Cheng-kuo                 | Wang          | Jefe de la mafia china. |
| Tuan Chun-hao (Duan Chun-hao) | Fu            | Un miembro de la mafia china y mano derecha de Wang.                                                                          |
| Maimi Yajima                  | Miyuki        | Enfermera. |
| Masayuki Deai                 | Jōjima        | Un miembro de la yakuza y un ejecutivo de rango medio en la organización.                                                     |
| Akifumi Uchida                | Tell          | Un miembro de la yakuza y hermano menor de Ichikawa.                                                                          |
| Shin Koyanagi                 | Yuu           | Un miembro de la yakuza y hermano menor de Jōjima.                                                                            |
| Arata Yamanaka                |               | El padre de Mónica |
| Hayato Tanishima              | Ryuji         | Compañero de clase de Mónica.                                                                                                 |
| Masanori Mimoto               | Tan Rong      | Un miembro de la mafia china y un sicario.                                                                                    |
| Jun Murakami                  | Ichikawa      | La ojiva nuclear de la yakuza. Admira a Gondō.                                                                                |
| Kenichi Takitō                |               | Doctor |
| Bengal                        |               | Adivino |
| Sansei Shiomi                 | Jefe adjunto  | Jefe interino de una banda yakuza.                                                                                            |
| Seiyō Uchino                  | Gondō         | El más militante de los yakuza.                                                                                               |

## Otros Créditos
- Productores: Hidenobu Muramatsu, Tetsuro Koda, Nobuo Miyazaki, Saneyuki Sano, Toshiaki Okuno, Naoshi Yoda, Suzuko Fujimoto, Takanori Aki, Kei Morita y Hiroshi Chikasada.
- Planificación y producción: Muneyuki Kii.
- Productores: Jeremy Thomas, Misako Saka, Shigeji Maeda, Hidehiro Itō y Takara Kosugi.
- Coproductor: Masahiro Iida.
- Productores de línea: Tomoyuki Imai y Tomoki Aoki.
- Iluminación: Yoshi Watabe (Yoshimi Watabe)
- Diseñador de producción (arte): Takeshi Shimizu (Tsuyoshi Shimizu)
- Grabación de sonido: Jun Nakamura.
- Decoración: Takeshi Iwai.
- Editor de sonido supervisor: Masatoshi Katsumata.
- Supervisor de personajes: Yûya Maeda.
- Coordinador de especialistas: Keiji Tsujii.
- Diseño de carteles: Katsuya Terada.
- Director de reparto: Masashi Yamaguchi.
- Productor asociado: Wakana Miura.
- Supervisión policial: Kenichi Furuya.
- Asistente de dirección: Masayuki Taniguchi.
- Storyboard: Hiromitsu Souma.
- Productor musical: Sugita Toshihiro.
- Supervisora de efectos visuales: Kaori Ohtagaki (Kaori Ôtagaki)
- Cooperación de producción: Rakueisha.

## Producción
Muneyuki Kii, quien estuvo a cargo de la planificación y producción de la película, comentó que tras la respuesta positiva que obtuvo con la película de 2018, The Blood of Wolves,comprendió que este es el tipo de películas que debería hacer Toei, y decidió contratar a Takashi Miike como director para su próxima película. Habló con Miike y le dijo: «Hagamos una obra original», y en muy poco tiempo, junto con el guionista Masa Nakamura, trabajaron para dar forma a la historia.
Respecto al motivo de las audiciones para elegir el papel de Mónica, Miike explicó: «Para darle realismo a Mónica, necesitaba a una mujer desconocida. Por eso la elegí a Sakurako Konishi entre 3000 personas, y cuando la conocí en la audición sentí como si ya la hubiera visto antes. Aunque no tenía experiencia en la actuación, pensé que tenía un encanto especial».

## Lanzamiento
La película se estrenó el 17 de mayo de 2019 en la Quincena de Cineastas del 72.º Festival Internacional de Cine de Cannes de 2019. También se proyectó el 6 de julio de 2019 en el Neuchâtel International Fantastic Film Festival de Suiza, el 9 de septiembre de 2019 en el Fantasy Filmfest de Alemania, el 12 de septiembre de 2019 en el L'Étrange Festival de Francia, el 13 de septiembre de 2019 en el Festival Internacional de Cine de Toronto de Canadá, el 17 de septiembre de 2019 en el New York Asian Film Festival y el 19 de septiembre de 2019 en el Fantastic Fest de Estados Unidos. El 4 de octubre de 2019 en el Festival Internacional de Cine de Busan de Corea del Sur, el 11 de octubre de 2019 en el Festival de Cine de Londres de Reino Unido, además de exhibirse en más de 20 festivales de todo el mundo.
La película se estrenó por primera vez en los cines de Estados Unidos y Canadá el 27 de septiembre de 2019, distribuida por Well Go USA Entertainment. En los cines del Reino Unido e Irlanda el 14 de febrero de 2020, distribuida por Signature Entertainment,y en los cines de Japón el 28 de febrero de 2020, distribuida por Toei Company.
En España se estrenó, por primera vez, en el 67.º Festival Internacional de Cine de San Sebastián, que tuvo lugar del 20 al 28 de septiembre de 2019, en la sección Zabaltegi-Tabakalera. También pasó por el 52.º Festival de Cine de Sitges,que se celebró del 3 al 13 de octubre de 2019.Más tarde se estrenó en las Islas Baleares el 13 de marzo de 2020,y en cines de toda España el 10 de julio de 2020 distribuida por Barton Films.
Fue lanzada en Japón en DVD el 8 de julio de 2020, por Toei Company, y tuvo dos ediciones diferentes:
- First Love (Solo para alquiler) (初恋 【レンタル専用】?) (1 disco) versión en DVD. Editado por Alchemy Brothers, distribuido por Amuse Soft y con la colaboración de ventas de Culture Publishers.[13]
- First Love (初恋?) (1 disco) versión en DVD.[14]
  - Recopilación de vídeos de eventos.
  - Colección de avances.

También fue lanzada en DVD y Blu-ray en otros países por diferentes distribuidoras y sin contenido extra.En España se lanzó en ambos formatos, por Barton Films, el 5 de noviembre de 2020, editada y distribuida por Divisa Home Videoy con contenido extra:
- Presentación de Takashi Miike.
- Presentación SSFF.
- Encuentros Zinemaldia.
- Tráiler (VE y VOSE).
- Galería.

## Recepción
Kiko Vega en una reseña para Espinof, comentó: «First Love, es un inesperado canto a la vida mucho menos vertiginoso que de costumbre. La cámara y la edición llevan un compás mucho más clásico, elegante, fácil de seguir. Se disfruta a pequeños sorbos, aunque durante la mayor parte del tiempo tengas la sensación de estar bebiendo nitroglicerina de un solo trago».
Adriana Rosati en una reseña para Asian Movie Pulse, escribió: «Los dos tortolitos representan una generación con una idea renovada de honor y propósito, en contraposición a la anticuada filosofía yakuza, que en realidad es una farsa de egoísmo. Si se mantienen unidos y sobreviven a unas noches de locura, podrían superar sus problemas personales y encontrar la fuerza necesaria para elegir su propio camino en la vida. Créanlo o no, esta podría ser la forma en que Takashi Miike rinde homenaje a la Era Reiwa».
Borja González Lorente en una crítica para la Revista Mutaciones, comentó: «First Love es toda una amalgama de sensaciones, un cine armado con pulsión desesperada. Miike sería incapaz de realizar una obra convencional, adaptada para cierto espectador, o rodar un blockbuster para satisfacer al público general. Su cine frenético y enérgico (ha llegado a producir más de seis película en un año y ha superado la centena de largometrajes) genera obras inclasificables que convierten a sus seguidores en acérrimos defensores de su arte».

## Reconocimientos
| Premio                      | Fecha de la ceremonia | Categoría                            | Nominado                                                 | Resultado |
| --------------------------- | --------------------- | ------------------------------------ | -------------------------------------------------------- | --------- |
| 42.º Yokohama Film Festival | 5 de febrero de 2021  | Best Newcomer (Mejor recién llegado) | Sakurako Konishi (First Love, Fancy, y Sasaki In My Mind | Ganadora  |
| 14.º Asian Film Awards      | 28 de octubre de 2020 | Mejor actor                          | Masataka Kubota                                          | Nominado  |
| 14.º Asian Film Awards      | 28 de octubre de 2020 | Best Newcomer (Mejor recién llegado) | Sakurako Konishi                                         | Nominada  |
| 14.º Asian Film Awards      | 28 de octubre de 2020 | Mejores efectos visuales             | Kaori Ohtagaki (Kaori Ôtagaki)                           | Nominada  |
| 9.º Premios AACTA           | 3 de enero de 2020    | Mejor película asiática              | First Love                                               | Nominada  |

## Trabajos relacionados

#### Novela
- First Love (初恋, Hatsukoi?) es una novelización de la película lanzada el 7 de febrero de 2020. Fue publicada por Tokuma Bunko y escrita por Takahiro Ōkura (大倉崇裕, Ōkura Takahiro?) [24]

#### Manga
La película fue adaptada al manga en dos volúmenes:
- First Love, Volume 1 (『初恋』上巻, “Hatsukoi” jōkan?) lanzado el 12 de febrero de 2020 por Shōgakukan (Big Comics). Fue ilustrado por Yui Sakuma, con historia y guion original de Masa Nakamura.[26]

- First Love, Volume 2 (『初恋』下巻, “Hatsukoi” gekan?) lanzado el 11 de junio de 2020 por Shōgakukan (Big Comics). Fue ilustrado por Yui Sakuma, con historia y guion original de Masa Nakamura.[27]